# 布罗多夫斯基 (圣保罗州)
布罗多夫斯基（葡萄牙語：Brodowski）是巴西圣保罗州的一个市镇。总面积279.804平方公里，总人口20485人，人口密度73.2人/平方公里。